# 1-й Березівський провулок (Житомир)
1-й Березівський провулок — провулок в Богунському районі міста Житомира.

## Характеристики
Розташований на Мальованці. Бере початок з Березівської вулиці. Прямує на північний захід. Завершується перехрестям з Дібровною вулицею. Має перехрестя з 4-м та 5-м Березівськими провулками.

## Історія
Провулок та його забудова сформувалися переважно після Другої світової війни. Забудова на розі з Дібровною вулицею — першої половини XX ст. Отримав назву у 1950-х роках. До кінця 1960-х років провулок та його забудова сформувалися.